# Jay McLean
Jay McLean (San Francisco, 1890 – 14 novembre 1957) è stato un medico statunitense.
È famoso per il suo importante contributo alla scoperta dell'eparina.

## Biografia
Nato a San Francisco nel 1890, era figlio di un medico, John T. McLean. Dopo l'istruzione alla Lowell High School, entrò all'Università della California - Berkeley nel 1909, ottenendo il diploma di laurea nel 1914.

## Carriera
McLean entrò nella Scuola di medicina della Università Johns Hopkins nel 1915 dove incontrò e cominciò a lavorare con il fisiologo William Henry Howell. Nel 1916, quando McLean era uno studente di medicina del secondo anno, stava studiando dei composti pro-coagulanti quando isolò un anti-coagulante a base di fosforo solubile nel grasso. Questo anti-coagulante venne isolato dal tessuto epatico dei cani, da qui il nome coniato nel 1918. Dopo la partenza di McLean, Howell continuò la sua attività e con l'assistenza di T. Emmett Holt isolò un anticoagulante polisaccaride solubile in acqua. Howell diede il nome 'eparina' anche a questo secondo composto nonostante fosse diverso dal composto precedentemente scoperto da McLean.
McLean si laureò alla Johns Hopkins nel 1919 e iniziò un tirocinio all'ospedale Johns Hopkins. Dopo aver completato il suo tirocinio, iniziò un internato al Laboratorio Hunterian, fondato da Harvey Cushing nel 1904.
McLean rimase a Baltimora fino al 1924 quando tornò alla sua alma mater, l'Università della California per diventare istruttore di chirurgia. Dopo tre anni in California, McLean ottenne un incarico nel Dipartimento di Patologia presso la Cornell University, un ruolo che ricoprì fino al 1939. Dopo aver lasciato Cornell, McLean si trasferì a Columbus, dove fu chirurgo venne nominato professore associato di chirurgia presso la scuola medica allo Università statale dell'Ohio. Nel 1949 venne nominato direttore della Radioterapia e consulente in malattie maligne a Savannah, dove rimase fino alla sua morte nel 1957.